# Pteridotelus pupillatus
Pteridotelus pupillatus là một loài bọ cánh cứng trong họ Cerambycidae.